# Microctenonyx cavifrons
Microctenonyx cavifrons is een spinnensoort in de taxonomische indeling van de hangmatspinnen (Linyphiidae).
Het dier behoort tot het geslacht Microctenonyx. De wetenschappelijke naam van de soort werd voor het eerst geldig gepubliceerd in 1935 door Lodovico di Caporiacco.